# Propietat dominical
La propietat dominical fa referència al dret de propietat que exerceix una persona o entitat sobre un bé immoble, generalment terreny o edificis, i implica la plena capacitat per gaudir-ne, disposar-ne i transmetre’n la possessió de manera exclusiva. Aquesta propietat es considera el dret més complet sobre un bé, ja que permet al propietari prendre decisions sobre la utilització, explotació i venda d’aquest bé sense necessitat de permís de tercers, excepte en els casos de regulació legal com ara les lleis d’urbanisme o mediambientals.
El terme sovint s’associa amb el dret de domini ple, incloent-hi les facetes d'ús, gaudi i disposició d'un immoble, diferenciant-lo d'altres drets com el de l'ús o el de la servitud. En molts sistemes jurídics, la propietat dominical té límits establerts per lleis o normatives relatives al bé comú o a l'ús públic d'un recurs determinat.
A l'Edat Mitjana el Senyor dominical era el propietari de les terres i béns i podia exigir als vassalls que conreaven les terres una sèrie de rendes i prestacions de tipus agrari.